# Solace
Ukojenie (ang. Solace) – amerykański thriller zrealizowany w 2015 roku przez Afonso Poyart. W rolach głównych występują Anthony Hopkins, Colin Farrell, Jeffrey Dean Morgan i Abbie Cornish. Scenariusz filmu został pierwotnie zaplanowany i opracowany jako sequel do thrillera z 1995 roku pod tytułem Siedem, ale pomysł został ostatecznie zażegnany a Solace zostało zakończone w zamian. Film ma zostać wydany 16 grudnia 2016 roku przez Lions Gate Entertainment.

## Fabuła
Emerytowany psychiatra John Clancy (Anthony Hopkins) przed laty był jednym z najlepszych współpracowników FBI. Jednak po tragicznej śmierci córki postanowił zakończyć karierę. Tropiący nieuchwytnego seryjnego mordercę agent Joe Merriweather (Jeffrey Dean Morgan) próbuje nakłonić Clancy'ego do ponownej współpracy.

## Obsada
- Anthony Hopkins jako John Clancy
- Colin Farrell jako Charles Ambrose
- Jeffrey Dean Morgan jako Agent Joe Merriweather
- Abbie Cornish jako Agent Katherine Cowles
- Jordan Woods-Robinson jako Jeffrey Oldfield
- Kenny Johnson jako David Raymond
- Janine Turner jako Elizabeth Clancy
- Sharon Lawrence jako Eleanor Muff
- Jose Pablo Cantillo jako Sawyer
- Matt Gerald jako Sloman
- Autumn Dial jako Emma Clancy
- Joshua Close jako Linus Harp
- Luisa Moraes jako Victoria Raymond

## Produkcja
Scenariusz dla filmu Solace został przepisany ze scenariusza, który miał być kontynuacja filmu Se7en.
 W dniu 10 maja 2012 roku ogłoszono, że brazylijski reżyser Afonso Poyart został poproszony o reżyserię.
Zdjęcia rozpoczęły się w ostatnim tygodniu maja 2013 roku w Atlancie, w stanie Georgia.

## Wydanie
Film miał swoją premierę 24 kwietnia w Turcji przed swoją ekranizacją na 2015 Toronto International Film Festival w dniu 9 września 2015 roku. Pierwotnie film miał ukazać się 2 września 2016 roku przez Relativity Media. W październiku 2016 roku, Lions Gate Entertainment nabył prawa do filmu i ustawił premierę na 16 grudnia 2016 roku.

## Recenzje
W aggregatorze Rotten Tomatoes, ma 25% z 28 recenzji filmu jest pozytywnych, przy średniej ważonej ocenie wynoszącej 4,3/10. Na stronie Metacritic film ma ocenę na poziomie 38/100 na podstawie opinii 5 krytyków, wskazując "głównie negatywne opinie". Peter Debruge z magazynu Variety opisał go jako "corny but clever serial killer thriller" co można przetłumaczyć jako "banalny, ale inteligentny thriller", którego obsada sprawia, że film jest dobry. Bernard Besserglik z The Hollywood Reporter napisał, że film nie jest tak dobry jak jego inspiracja, ale chemia między Hopkinsem and Farellem, sprawia, że warto pokazać film pomimo tego, że były problemy z jego produkcją.